# Calligonum colubrinum
Calligonum colubrinum är en slideväxtart som beskrevs av Borszcz.. Calligonum colubrinum ingår i släktet Calligonum och familjen slideväxter. Inga underarter finns listade i Catalogue of Life.